# Itaguara
Itaguara là một đô thị thuộc bang Minas Gerais, Brasil. Đô thị này có diện tích 410,719 km², dân số năm 2007 là 12292 người, mật độ 29,9 người/km².